# Drets del col·lectiu LGBT a Croàcia

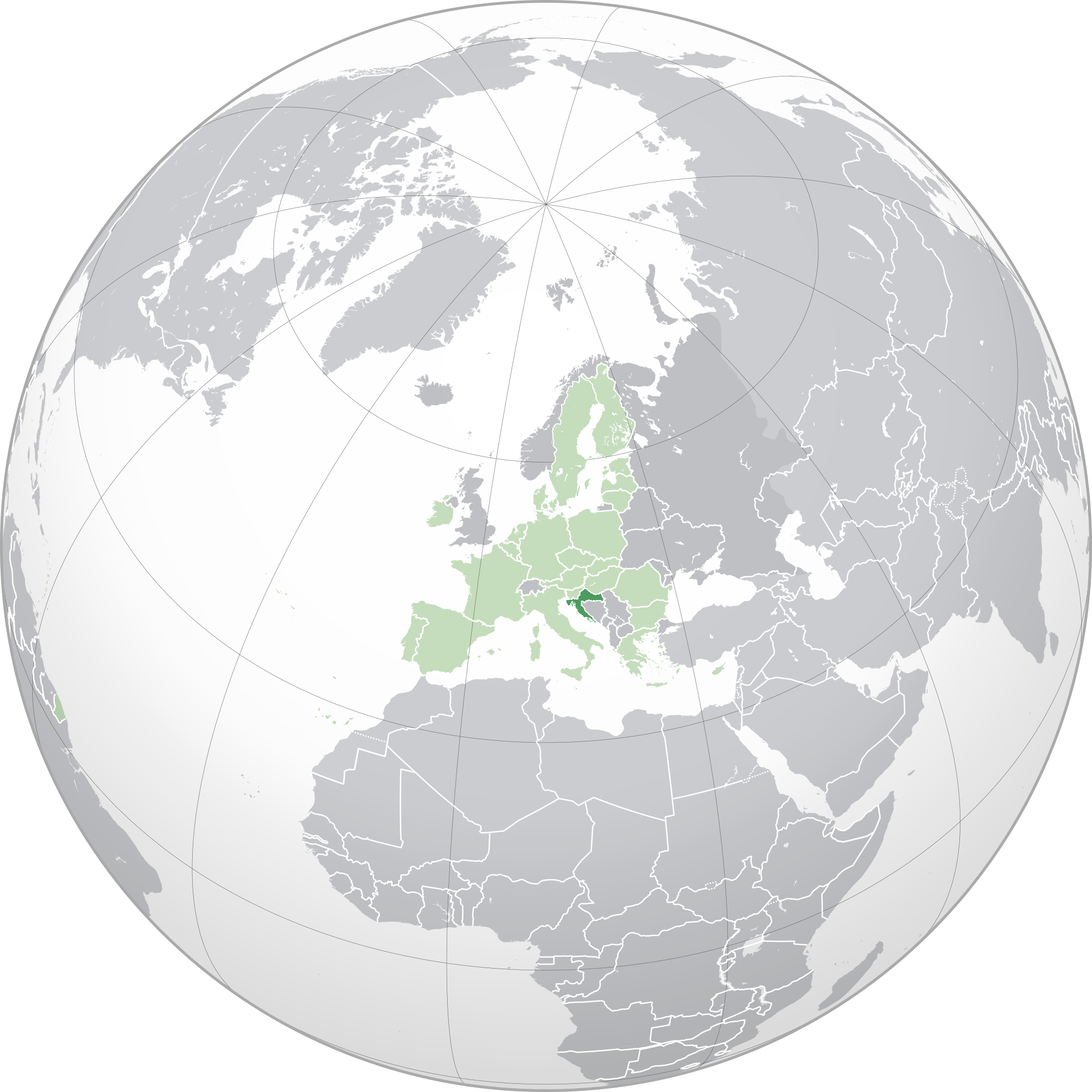
Ubicació de Croàcia

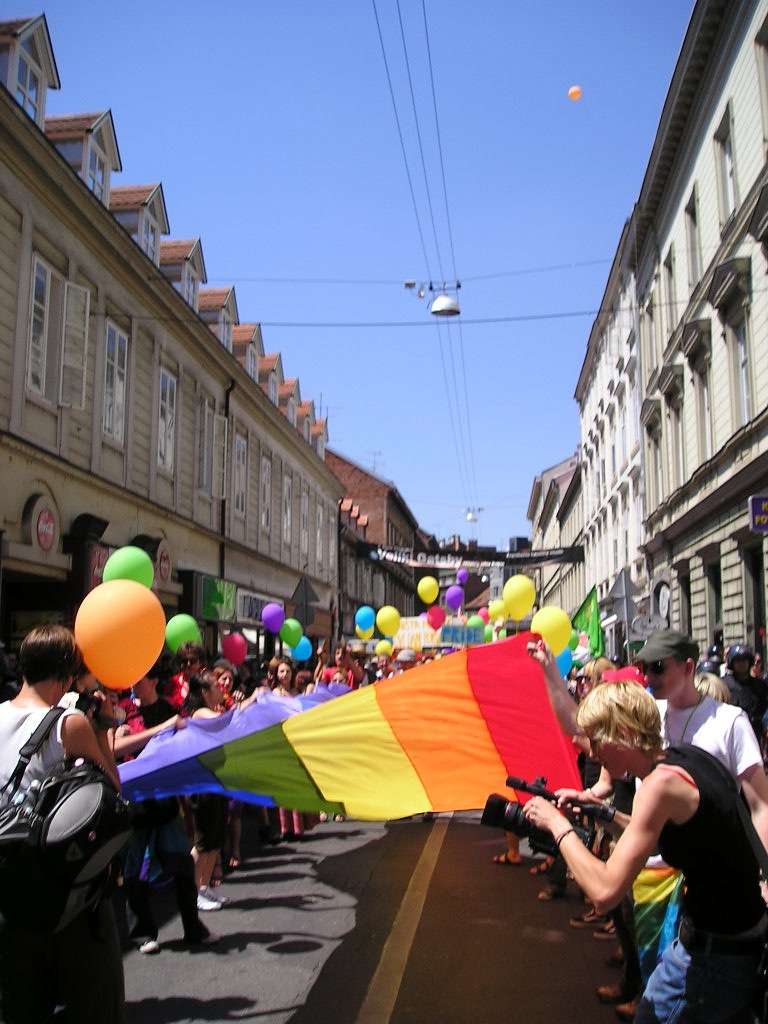
L'Orgull de Zagreb del 2007

Els drets de les persones lesbianes, gais, bisexuals i transsexuals (LGBT) a Croàcia s'han ampliat en els últims anys, però les persones LGBT continuen enfrontant-se a alguns problemes legals que no experimenten els habitants cisheterosexuals.
L'estatus de les relacions entre persones del mateix sexe es va reconèixer formalment per primera vegada en 2003, en virtut d'una llei que tracta de les convivències no registrades. Com a resultat d'un referèndum constitucional de 2013, la Constitució de Croàcia defineix el matrimoni únicament com la unió entre una dona i un home, prohibint de fet el matrimoni entre persones del mateix sexe. Des de la introducció de la Llei de Parelles de Fet en 2014, les parelles del mateix sexe han gaudit efectivament de drets iguals als de les parelles casades heterosexuals en gairebé tots els seus aspectes. En 2022, una sentència judicial ferma permet a les parelles del mateix sexe adoptar conjuntament. A Croàcia, es prohibeix tota discriminació per motius d'orientació sexual, identitat de gènere i expressió de gènere i es permet l'adopció homoparental.
Els partits polítics de centreesquerra, centre i verds han estat, en general, els principals defensors dels drets LGBT, mentre que els partits polítics de dreta i centredreta i els moviments propers a l'Església Catòlica Romana s'han oposat a l'ampliació dels drets.

## Legalitat de les relacions sexuals entre persones del mateix sexe
L'activitat sexual entre persones del mateix sexe es va legalitzar en 1977 fixant l'edat de consentiment en 18 anys per als homosexuals i 14 per als heterosexuals. L'edat de consentiment es va igualar en 1998, quan el Codi Penal croat la va fixar en 14 anys per a tots, i posteriorment es va elevar a 15 anys tant per a homosexuals com per a heterosexuals amb la introducció d'un nou Codi Penal l'1 de gener de 2013. Existeix una excepció a aquesta norma si la diferència d'edat entre els membres de la parella és de tres anys o menys.

## Taula de resum
| Activitat sexual legal amb el mateix sexe                     | (Des del 1977)                                      |
| Mateixa edat de consentiment                                  | (Des del 1998)                                      |
| Lleis antidiscriminació a la feina                            | Yes                                                 |
| Lleis antidiscriminació en la prestació de béns i serveis     | (Prohibició constitucional des del 2013)            |
| Matrimoni del mateix sexe                                     | (Des de 2003; Llei de Parelles de Fet des del 2014) |
| Lleis antidiscriminació en el discurs de l'odi i la violència | (Des del 2020)                                      |
| Reconeixement de les parelles del mateix sexe                 | (Des del 2014)                                      |
| Adopció de fillastres per parelles del mateix sexe            | [ 20 ]                                              |
| Adopció conjunta per parelles del mateix sexe                 | Yes                                                 |
| Prestació de servei militar per gais i lesbianes              | Yes                                                 |
| Dret legal a canviar de gènere                                | Yes                                                 |
| Accés a la fecundació in vitro per lesbianes                  | No                                                  |
| Prohibició legal de la teràpia de conversió                   | No                                                  |
| Gestió subrogada comercial per a parelles d'homes homosexuals | (il·legal independentment de l'orientació sexual)   |
| Permís per donar sang als MSMs                                | No                                                  |